# Sebastian Tuch
Sebastian Tuch (Hanau, 3 luglio 1975) è un ex giocatore di football americano e allenatore di football americano tedesco, che ha giocato come cornerback.

## Palmarès
- 1 World Games (2005)
- 1 Europeo (2001)
- 1 EFAF Cup (Marburg Mercenaries, 2005)
- 1 FED Cup (Hanau Hawks, 1998)